# Chiton

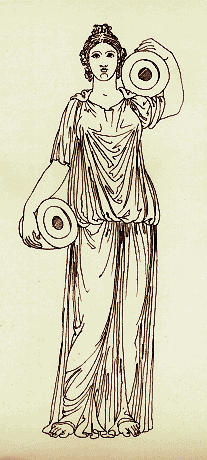

Chiton (stgr. χιτών) – koszula lniana lub wełniana z krótkimi rękawami  noszona w starożytnej Grecji; rodzaj tuniki pochodzenia wschodniego (fenickiego).
Składała się z dwóch prostokątnych kawałków materiału zszytych dłuższymi bokami do wysokości ramion, spinanych na ramionach fibulami lub guzikami. Wkładano ją bezpośrednio na ciało, nie zdejmowano do snu (rozpinając tylko pasek); dzieci nosiły bez przepasania. Lżejszą jej odmianę zwano chitonionem (χιτώνιον). 
Wspomniany już u Homera chiton był długim, lnianym, białym ubiorem noszonym przez dostojników i ten uroczysty charakter cechował go na stałe. Mógł być luźny bądź przepasany w talii, długi (do kostek), zwany chitonem jońskim, albo krótki (do połowy ud), zwany doryckim. Pierwszy, stosowany w Atenach aż do V wieku p.n.e., ogólnie noszono jednak tylko zimą (według zaleceń Hezjoda) lub podczas morskiej podróży. Chitony jońskie wykonane z cienkiej tkaniny lnianej i bogato fałdowane, od połowy VI wieku p.n.e. zastępując peplos, były też ubiorem kobiet, które (od końca IV w. p.n.e.) zaczęły przewiązywać je pod piersiami.
Chiton dorycki był zasadniczo ubiorem męskim (m.in. wojownicy nosili go pod pancerzem przeciw otarciom ciała), jakkolwiek kapłani i dostojnicy chętnie występowali w chitonach jońskich (chitón poderes), niekiedy nawet z trenami. Ta tradycyjna długa tunika stanowiła strój uroczysty i obrzędowy – także śpiewaków czy uczestników zawodów sportowych; niekiedy pozostawiano w niej długie rękawy, zszyte jak w ubiorze perskim.
Prostszą i uboższą wersją chitonu było eksomis (ἐξωµίς), noszone przez pracujących fizycznie (rzemieślników, chłopów, niewolników). Była to skrócona, lekka i luźna szata, dla swobody ruchów spięta zazwyczaj tylko na lewym ramieniu.